# Толузаков, Филипп Михайлович
Толуза́ков Филипп Михайлович (10 января 1989, Балаково) — российский хоккеист.

## Карьера
С 2009 года начал выступать за «МХК Спартак».
Лучший бомбардир и снайпер команды в регулярном сезоне МХЛ 2009/2010.
В сезоне КХЛ 2010/2011 дебютировал за основную команду в выездном матче против уфимского «Салавата Юлаева». После чего отыграл серию домашних игр против: череповецкой «Северстали», новосибирской «Сибири», новокузнецкого «Металлурга» и хабаровского «Амура».
После досрочного окончания выступления «Спартака» в Плей-офф КХЛ 2011, Толузакова, а также его одноклубников Якова Селезнёва, Дмитрия Вишневского, Александра Гоголева и Артёма Воронина, командировали в фарм-клуб ВХЛ — московские «Крылья Советов» для повышения игровой практики и участия в Плей-офф ВХЛ 2011 года.
В сезоне 2011/2012 защищал цвета пермского «Молота-Прикамье», однако, в середине сезона подписал контракт с петербургским ХК ВМФ, в составе которого проиграл до 2013 года.
В сезоне 2013/2014 перешёл в систему «Автомобилиста». Также провёл 2 матча в составе нижнетагильского «Спутника». 11 ноября 2013, в результате обмена на Дмитрия Мегалинского, вернулся в систему московского «Спартака».
24 декабря 2015 года «Спартак» обменял Толузаков в рижское «Динамо», взамен получили выбор на драфте КХЛ.
С 2018 начал выступать за «КРС-ОЭРДЖИ» Пекин. Лучший снайпер и бомбардир команды, третий снайпер лиги (27 шайб) в регулярном сезоне ВХЛ 2018/2019.